# Passepartout (arte)

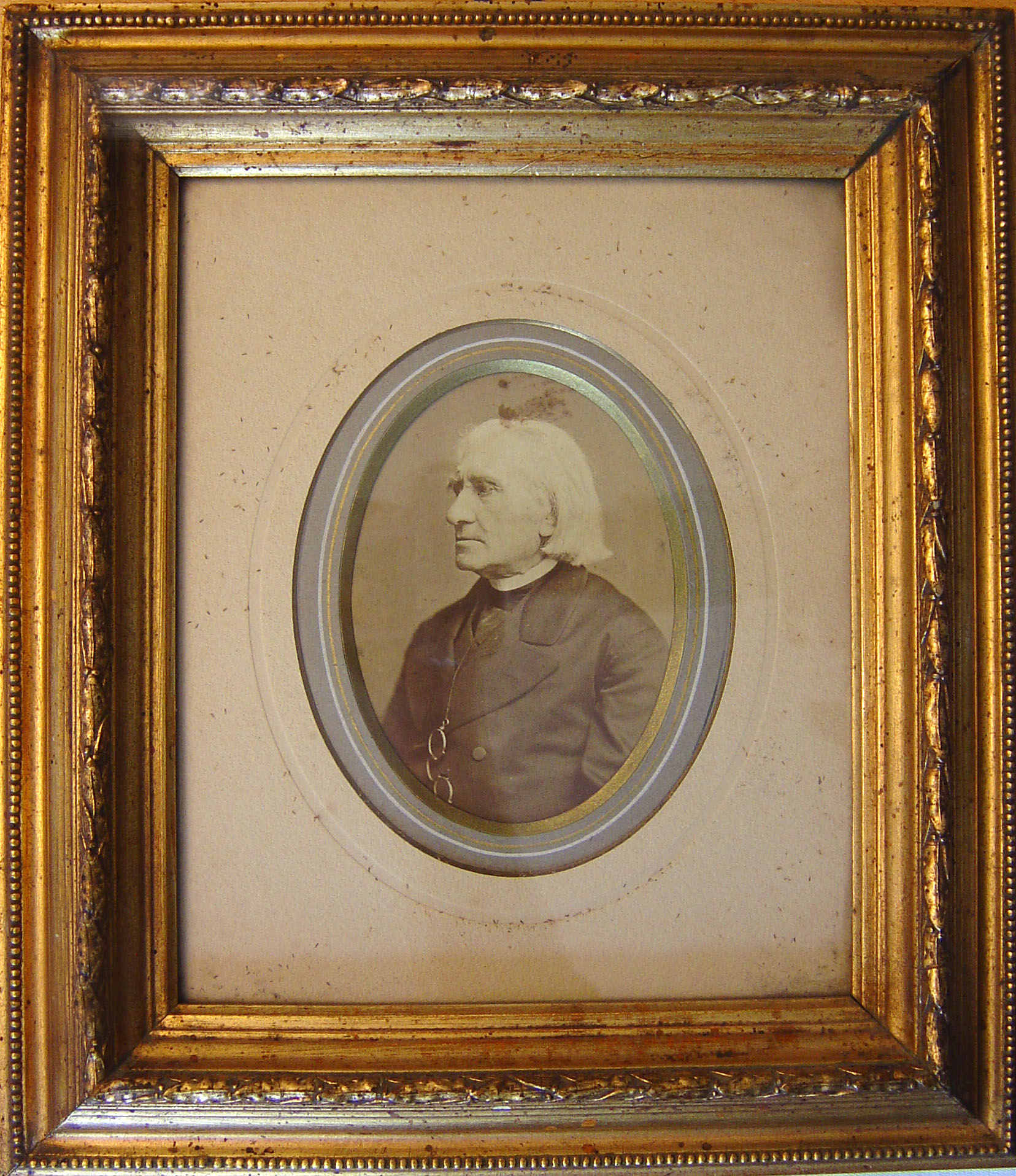
Ritratto di Franz Liszt con passepartout ovale

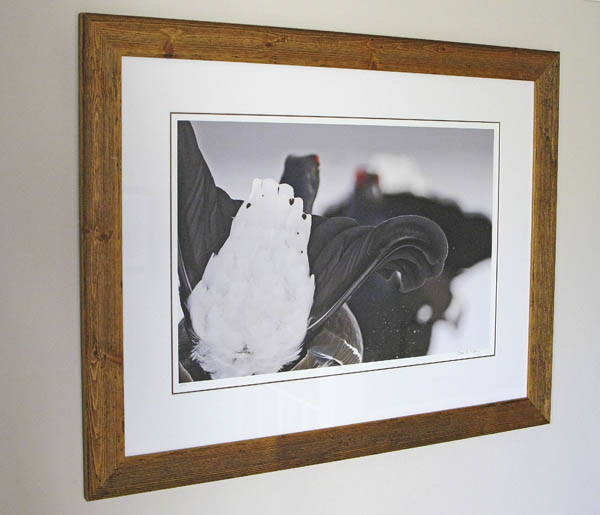
L'incorniciatura di una fotografia con il suo passepartout

Un passepartout nel campo della tecnica corniciaia è un cartoncino posto su un'opera d'arte, una fotografia o una riproduzione. Esso è costituito di cartone spesso qualche millimetro. Il colore del cartone di solito è chiaro e neutro ma può essere di un colore più scuro o più intenso.

## Descrizione
Le funzioni del passepartout sono evitare il contatto fra l'opera e il vetro (la cui apposizione è particolarmente utile per la protezione di opere a matita, carboncino, acquarello e tempera) e adattare le dimensioni e le proporzioni dell'opera a quelle della cornice nel caso fosse, anche per voluta scelta estetica, più grande dell'opera stessa.
Solitamente, i bordi interni del cartone vengono tagliati a bisello, cioè smussati, in modo che la parte superiore del cartone scenda verso l'opera a lambirne i margini; questa smussatura generalmente è dorata.
Il bordo inferiore del passepartout è a volte più ampio di quello superiore, spostando così il centro ottico dell'opera leggermente sopra il centro della cornice per rendere l'insieme meno pesante.